# Museo civico Antonio Eugenio Baruffaldi
Il Museo civico "Antonio Eugenio Baruffaldi" è un museo di Badia Polesine, in provincia di Rovigo. È situato nella piazza Vittorio Emanuele II.
Appartiene al Sistema museale provinciale.

## Storia

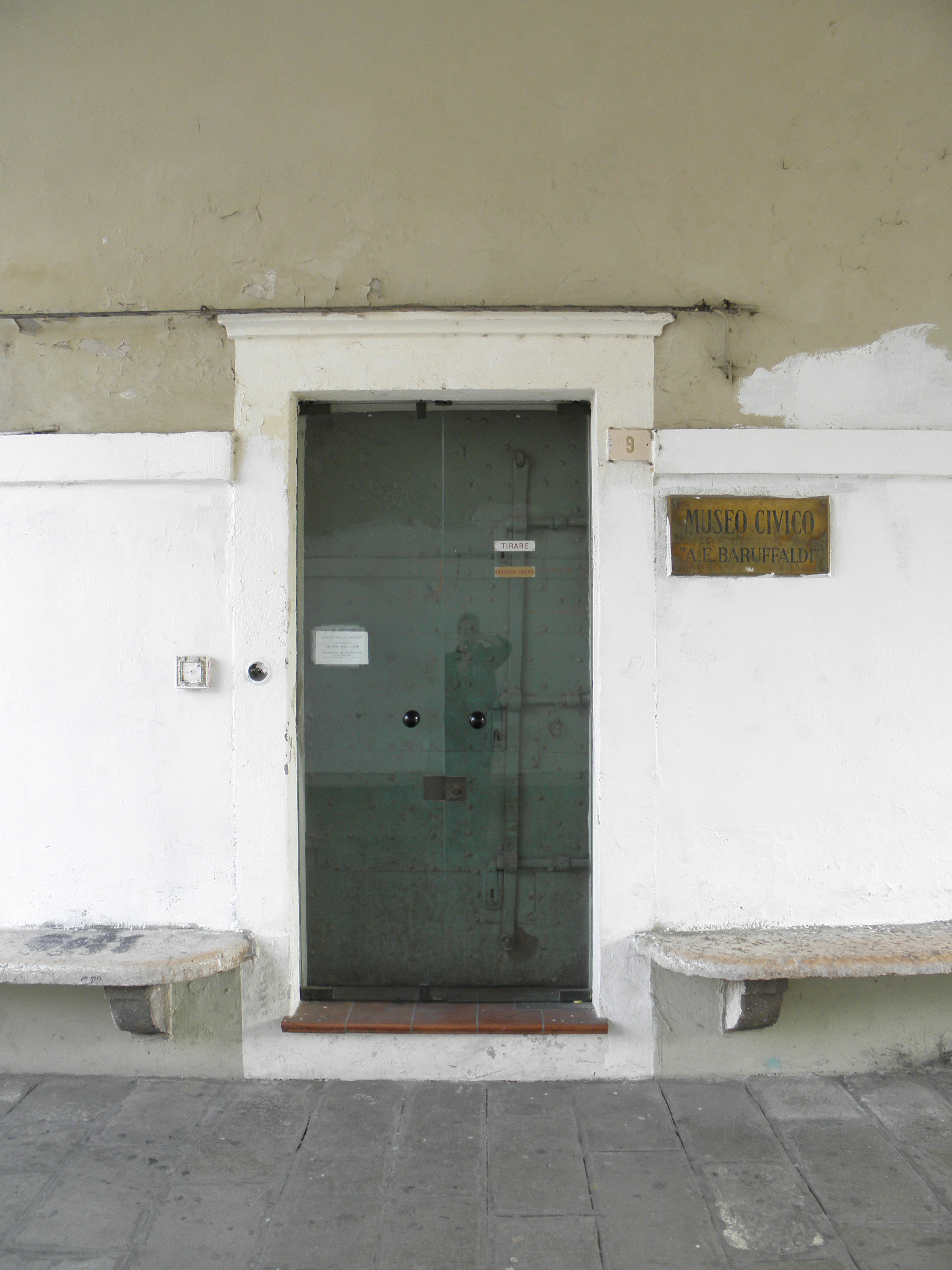
L'ingresso al museo.

Il museo nacque come "raccolta civica" nel 1968, esponendo oggetti, foto e documenti del Polesine, collezionati a partire dagli anni cinquanta da Ivan Tardivello, nella sala del consiglio comunale e negli uffici del sindaco nel municipio. In seguito all'ingresso di nuovo materiale, nel 1973 le prime sezioni ("Risorgimento", "Prima guerra mondiale" e "Seconda guerra mondiale" e "Oggetti curiosi") vennero trasferite in due locali della Biblioteca "Gian Girolamo Bronziero".
Il 12 giugno 1977 il museo civico venne creato nel palazzo dell'ex Monte dei Pegni, di proprietà comunale.
Il museo venne intitolato al badiese Antonio Eugenio Baruffaldi (1862-1940), che portò avanti ricerche storiche e archeologiche su Badia Polesine, di cui era originario, pubblicando diversi scritti, malgrado fosse vissuto a lungo altrove.
La raccolta negli anni continuò a crescere grazie alle donazioni badiesi ed è finanziato dall'amministrazione comunale.
Negli anni novanta il museo ha acquisito il "fondo Baruffaldi", donato all'istituzione dopo la morte dello studioso, ma conservato inizialmente a Vicenza. Questo comprende una raccolta di lettere di studiosi di storia locale con i quali Baruffaldi era in corrispondenza: Pio Mazzucchi, Jacopo Zennari, Antonio Cappellini e Alessandro Carlo Bellettato.

## Descrizione
Si accede al museo dal portico che mette in comunicazione la piazzetta Vittorio Emanuele II con la piazzetta della Fontana.
Gli oggetti sono suddivisi in 13 sezioni disposte in ordine cronologico in dodici stanze poste su due piani. Al primo piano sono espostle sezioni 1-6 e al secondo piano le sezioni 7-13. Le sezioni storiche coprono gli avvenimenti dal Risorgimento alla seconda guerra mondiale. A queste si aggiunge una sezione etnografica, legata alla storia di Badia Polesine, una sezione archeologica, dove sono custoditi gli oggetti di epoca romana rinvenuti in località "Giare", e una sezione artistica che comprende ceramiche e opere pittoriche.
1. Sezione "Istituzioni civili e religiose": ospita la campana del "Consiglio dei XVII", una statua di San Teobaldo, patrono della città, portata un tempo in processione nella festa del santo. In una vetrina sono esposti documenti riguardanti i problemi sociali e la Chiesa.
2. Sezione "Ceramica antica badiese": raccoglie opere di artigianato locale e ritrovamenti casuali avvenuti in occasione di cavi edilizi di ceramiche antiche di produzione badiase. Gli oggetti esposti sono datati dal XV al XIX secolo
3. Sezione "Risorgimento": espone documentazione delle vicende risorgimentali (sulla Carboneria locale e su alcuni patrioti baldesi che subirono il carcere sotto il dominio austriaco, sull'equipaggiamento di due garibaldini baldiesi (Romeo e Pasquale Turolla) che parteciparono alla spedizione dei Mille.
4. Sezione "Periodo umbertino": conserva armi e divise dei tempi del re Umberto I e vetrine con oggetti relativi al brigantaggio
5. Sezione "Avventure coloniali italiane": vi sono custoditi oggetti (divise ed equipaggiamenti) relativi all'espansione ottocentesca in Africa e alla guerra italo-etiopica del 1935-36.
6. Sezione "Guerra 1915-18": divise ed equipaggiamenti della prima guerra mondiale, con elementi di protezione (elmetti e copricapi con i primi tentativi di mimetizzazione, maschere antigas. La sezione si completa al secondo piano, dove sono esposti oggetti relativi all'aviazione.
7. Sezione "Seconda guerra mondiale": equipaggiamenti e divise, documenti sui bombardamenti aerei, sul fenomeno partigiano, sulla prigionia di soldati italiani.
8. Sezione "La storia più antica": custodisce oggetti preistorici dal collezionismo, reperti romani da ritrovamenti in superficie della località "Le Giare" nella frazione Salvaterra, oggetti medievali e moderni (XVI-XVII secolo) recuperati casualmente da scavi nel centro storico o nel fiume Adige. È presente il calco in gesso di un'ara romana del I secolo d.C., usata come pietra angolare alla base del campanile della Vangadizza.
9. Sezione "Caccia e fotografia": espone antichi fucili da caccia e macchine fotografiche.
10. Sezione "Tempo libero": custodisce oggetti e documenti della società mandolinistica "La Margherita", dei suonatori ambulanti del secolo scorso e della banda cittadina. La "Badia gioiosa" è rappresentata da varie società. In una vetrina si conservano marionette e burattini, mentre una bacheca è dedicata alle attività sportive sport, con documenti su Gino e Aldo Finzi che nel primo Novecento si erano distinti nel motociclismo in campo nazionale. Sono presenti anche giocattoli d'epoca.
11. Sezione"Animali e fossili": ospita animali imbalsamati delle campagne e del Delta e alcuni fossili.
12. Sezione "Il mulino dell'Adige": documentazione sui mulini natanti dell'Adige, l'ultimo dei quali affondò nel 1963 (e di cui si conserva nel museo un tratto della catena di ancoraggio a riva). Sono esposti anche un modellino funzionante di mulino, in scala 1:9, mortai usati nelle case e modellini di utensili per la panificazione.
13. Sezione "Sala Bonsignori: la sala ospita la tela cinquecentesca Ultima cena (234 X 722 cm) dipinta da Girolamo Bonsignori per il convento di San Benedetto Po (provincia di Mantova): durante la dominazione francese in Italia il dipinto entrò nella collezione del conte d'Espagnac, ma questi, divenuto proprietario dell'abbazia della Vangadizza riportò l'opera Italia. In seguito ad un incendio nell'abbazia la tela restaurata venne portata al museo civico. Sono esposti anche dipinti di artisti badiesi, tra i quali figura Adeodato Massimo.[4]